# Direction générale de la documentation et de la sécurité extérieure
La Direction générale de la documentation et de la sécurité extérieure (DGDSE) est un des services de renseignement nigériens.
Son directeur actuel est Lawel Chekou Koré.

## Directeurs
- de juillet 1999 à juillet 2000 : Cissé Ousmane, durant le mandat duquel le service a changé de nom, de Centre de documentation d'État à Direction générale de la documentation et de la sécurité extérieure[2]
- jusqu'au 17 octobre 2010 : Seyni Chekaraou[1]
- du 18 octobre 2010 à 2011 le lieutenant-colonel Yaya Hamadou (nommé par le général Salou Djibo)[3].